# Municipio de Granville (Illinois)
El municipio de Granville (en inglés: Granville Township) es un municipio ubicado en el condado de Putnam en el estado estadounidense de Illinois. En el año 2010 tenía una población de 2934 habitantes y una densidad poblacional de 24,89 personas por km².

## Geografía
El municipio de Granville se encuentra ubicado en las coordenadas 41°15′41″N 89°12′36″O / 41.26139, -89.21000. Según la Oficina del Censo de los Estados Unidos, el municipio tiene una superficie total de 117.89 km², de la cual 115,73 km² corresponden a tierra firme y (1,83 %) 2,16 km² es agua.

## Demografía
Según el censo de 2010, había 2934 personas residiendo en el municipio de Granville. La densidad de población era de 24,89 hab./km². De los 2934 habitantes, el municipio de Granville estaba compuesto por el 95,09 % blancos, el 0,95 % eran afroamericanos, el 0,2 % eran amerindios, el 0,2 % eran asiáticos, el 2,22 % eran de otras razas y el 1,33 % eran de una mezcla de razas. Del total de la población el 5,42 % eran hispanos o latinos de cualquier raza.